# André Tabet
Pour les articles homonymes, voir Tabet.
André Gaston Isaac Tabet, né le 27 juin 1902 à Alger et mort le 18 décembre 1981 dans le 16e arrondissement de Paris, est un dialoguiste, scénariste et parolier français.

## Biographie
Il est le frère aîné du chanteur, compositeur et scénariste Georges Tabet (1905-1984). Leur collaboration la plus célèbre est sans doute celle de dialoguistes des films de Gérard Oury Le Corniaud (1965) et La Grande Vadrouille (1966).
André Tabet est par ailleurs le parolier d'un nombre considérable de chansons écrites pour le cinéma ou les opérettes de Francis Lopez.

## Filmographie

### comme scénariste
- 1950 : Le Traqué de Borys Lewin (dialogues)
- 1951 : La Table-aux-crevés
- 1952 : Ma femme, ma vache et moi
- 1954 : Ali Baba et les Quarante Voleurs de Jacques Becker (dialogues)
- 1954 : Destinées, segment Élisabeth de Marcello Pagliero
- 1954 : Crainquebille de Ralph Habib (dialogues)
- 1955 : Le Chemin du paradis de Hans Wolff et Willi Forst (dialogues)
- 1957 : Le Naïf aux quarante enfants de Philippe Agostini
- 1958 : Le Piège de Charles Brabant
- 1958 : Bal de nuit de Maurice Cloche (dialogues)
- 1958 : Les Aventuriers du Mékong de Jean Bastia (dialogues)
- 1958 : Arènes joyeuses de Maurice de Canonge (dialogues)
- 1959 : Ramuntcho de Pierre Schoendoerffer (dialogues)
- 1960 : Les Nuits de Raspoutine (L'ultimo zar) de Pierre Chenal
- 1962 : Les Ennemis d'Édouard Molinaro
- 1965 : Le Corniaud de Gérard Oury (dialogues)
- 1966 : Le Commissaire Maigret à Pigalle de Mario Landi (dialogues)
- 1966 : La Grande Vadrouille de Gérard Oury (dialogues)